# Anwenderschutz
Mit Anwenderschutz werden Maßnahmen bezeichnet, die dem Schutz der mit Pflanzenschutzmitteln arbeitenden Personen dienen. Insbesondere sollen Beeinträchtigungen und Schädigungen der Gesundheit vermieden werden. Betroffen hiervon sind vor allem Land- und Forstwirte sowie Gärtner.
Ausschlaggebend für den Anwenderschutz ist die Einstufung und Kennzeichnung gefährlicher Stoffe. In den Gebrauchsanweisungen werden die Schutzmaßnahmen aufgelistet, die beim Umgang mit dem Produkt zu beachten sind. Neben allgemeinen Verhaltensweisen werden hier auch Anforderungen an die Persönliche Schutzausrüstung genannt.